# Rome Stream Waterfall
Der Rome Stream Waterfall ist ein Wasserfall im Buller District in der Region West Coast auf der Südinsel Neuseelands. Er liegt im Lauf des Rome Stream an dessen Mündung in den Ngākawau River. Seine Fallhöhe beträgt 10 Meter. Etwas weiter östlich befinden sich die Mangatini Falls.
Beide Wasserfälle sind zu Fuß über den Charming Creek Walkway erreichbar, der entlang der Wegstrecke der geschlossenen Charming Creek Tramway führt. Von der ehemaligen Mine kommend sind etwa zwei Stunden Wegzeit angeben, von Ngakawau kommend 50 Minuten.